# Hiptage thothathrii
Hiptage thothathrii är en tvåhjärtbladig växtart som beskrevs av N.P. Balakrishnan och R.C. Srivastava. Hiptage thothathrii ingår i släktet Hiptage och familjen Malpighiaceae. Inga underarter finns listade i Catalogue of Life.